# نكسبلانون

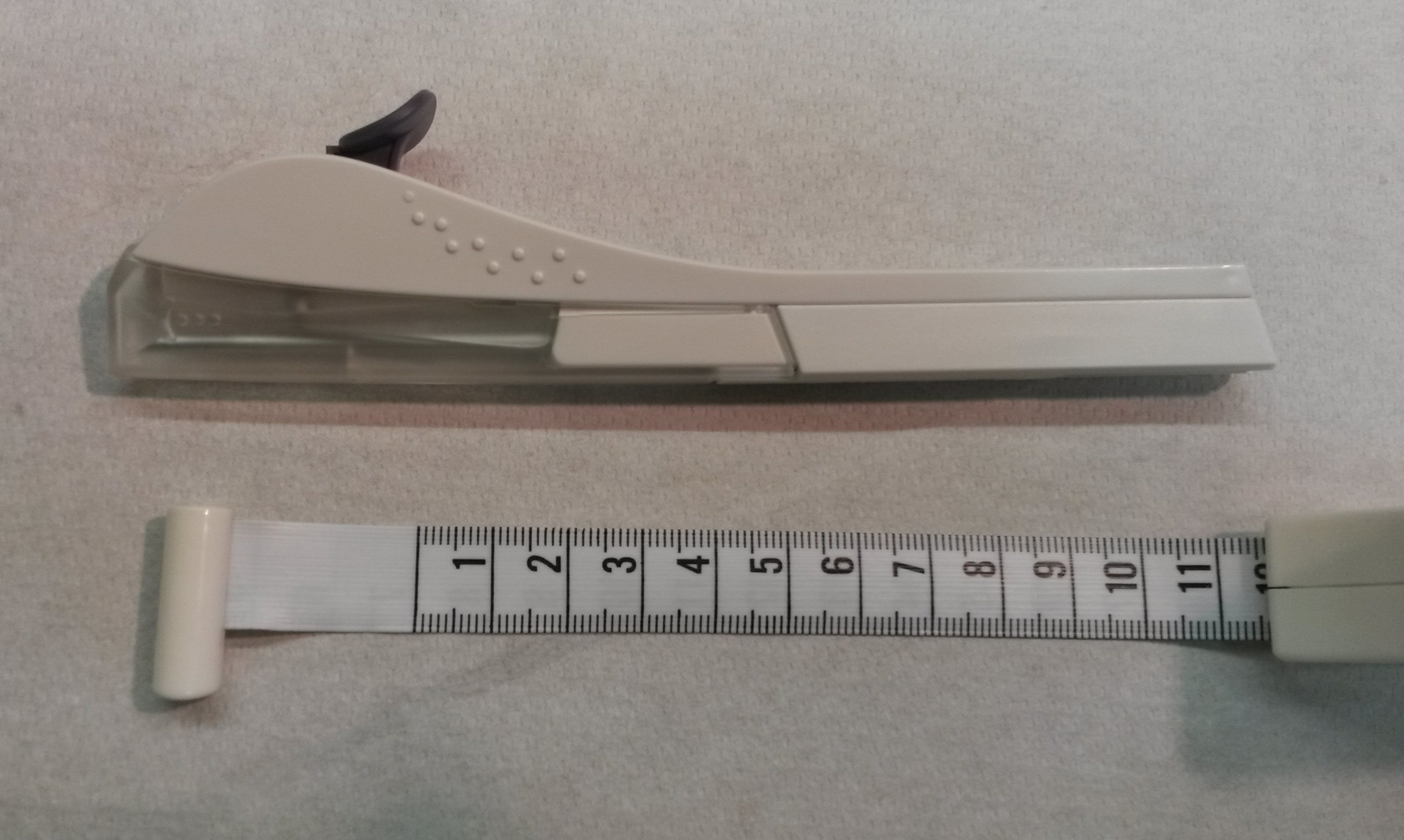
كبسولة النكسبلانون او الإمبلانون

'كبسولة النكسبلانون'Nexplanon Implanon NXT /  أو كبسولة الإمبلانون Implanon
هي وسيلة من الوسائل الهرمونية لمنع الحمل. صنعت بواسطة ميرك آند كو هي عبارة عن كبسولة واحدة يتم تركيبها بواسطة الطبيب بسهولة تامة تحت الجلد في الجانب الداخلي للذراع العلوي للسيدة.
.
Nexplanon وImplanon NXT15 ملجم من كبريتات الباريوم تضاف حتى النخاع، ويمكن كشفها بواسطة الأشعة السينية
. Nexplanon / Implanon NXT also has a pre-loaded applicator for easier insertion.
و هي صغيرة في الحجم حيث يبلغ طولها 40 مم (4 سم) وسمكها 2 مم. وليس لها أي تأثير على الجسم حيث أنها مصنعة من نوع معين من البلاستيك الرخو. وتستمر فعالية هذه الكبسولة في منع الحمل لمدة 3سنوات.

## طريقة العمل
تحتوى هذه الكبسولة على هرمون البروجستيرون Progestin على هيئة (68 مجم ايتونوجيستريل 68 mg Etonogestrel) والذي يتم إفراز كمية صغيرة منه يوميا ببطء في الدم لمدة 3 سنوات . ويؤدى ذلك إلى منع الحمل عن طريق:
- منع حدوث عملية التبويض (منع تكوين البويضة وخروجها من المبيض).
- زيادة لزوجة المادة المخاطية التي يفرزها طبيعي عنق الرحم. فتصبح هذه المادة المخاطية وكأنها سدادة حول عنق الرحم وتسمى سدادة مخاطية Mucus Plug ، مما يجعل دخول الحيوان المنوي إلى الرحم من خلال عنق الرحم لتلقيح البويضة أمرا صعبا.
- تحدث بعض التغيرات في الرحم (تقلل من سمك بطانة الرحم) مما يقلل من قدرة الرحم على استقبال أي بويضة ملقحة وبالتالي عدم حدوث الحمل.

### الفاعلية
تعتبر من أكثر وسائل منع الحمل فعالية. نسبة فعاليتها أكثر من 99% ، وهذا يعنى انه من بين كل 100 سيدة تستخدم كبسولة الامبلانون أقل من سيدة واحدة فقط تصبح حامل .

### المميزات
- فعالة بدرجة عالية جدا.
- يبدأ مفعولها خلال 24 ساعة بعد التركيب.
- ممتدة المفعول (يستمر مفعولها في منع الحمل لمدة 3 سنوات).
- ليس لها أي تأثير على الرضاعة الطبيعية، وبالتالي تستخدمها السيدة المرضعة بأمان تام دون أي تأثير على حليب/لبن الثدي.
- تقلل من احتمال الإصابة بالتهابات منطقة الحوض Pelvic Inflammatory Disease.
- تستعيد السيدة القدرة على الإنجاب بسرعة بعد إزالة الكبسولة، حيث يعود التبويض إلى طبيعته بعد إزالة الكبسولة مباشرة (خلال 3 أسابيع بعد إزالتها).

## الأعراض الجانبية
في بعض الحالات قد تحدث بعض الأعراض الجانبية مثل:
- صداع ، دوار ، الشعور بألم بسيط عند لمس الثدي Breast Discomfort، تقلبات مزاجية.
- بعض التغيرات في الدورة الشهرية مثل:
- 1- عدم انتظام الدورة الشهرية.
- 2- نزول بعض قطرات الدم، أو حدوث نزيف غير منتظم (متقطع). وعادة ينتهي ذلك خلال أشهر قليلة من الاستخدام. لكن إذا حدث نزيف شديد أو مستمر يجب استشارة الطبيب.
- 3- انقطاع الدورة الشهرية Amenorrhea. ولا يدعو ذلك للقلق. فبعد العام الأول من استخدام الحقن، 50 % من السيدات يحدث لهم انقطاع في الدورة الشهرية . ولا يعنى ذلك احتباس دم الدورة الشهرية في الرحم كما تعتقد بعض السيدات . ولكن لا يتم تكوين دم الدورة الشهرية في الرحم (بطانة الرحم) من الأصل بسبب أن الحقن أدت إلى منع عملية التبويض وتقليل سمك بطانة الرحم وبالتالي لا يحدث زيادة في سمك بطانة الرحم والتي تتساقط بعد ذلك في صورة دم الدورة الشهرية.
- زيادة في الوزن (1 – 2 كيلوجرام كل عام). ويمكن تفادى هذه المشكلة عن طريق إتباع نظام غذائي سليم وصحي خاصة إن معدل الزيادة في الوزن سنويا ليس كبير . وترى بعض السيدات أحيانا في هذه النقطة ميزة وليس عيبا.

## موانع الاستخدام
توجد بعض الحالات التي تمنع فيها السيدة من استخدام كبسولة الامبلانون مثل:
- ارتفاع ضغط الدم.
- مشكلات في القلب أو الأوعية الدموية.
- حالات الإصابة بسرطان الثدي.
- وجود نزيف مهبلي غير معروف سببه (لم يتم تشخيصه).
- الإصابة السابقة بجلطة.
- الإصابة بمرض نشط في الكبد (تضخم الكبد، يرقان ، التهاب كبدي وبائي ، ورم بالكبد).

## طريقة الاستخدام
- يتم تركيب كبسولة الامبلانون بواسطة طبيب مدرب .
- يستغرق التركيب حوالي دقيقة واحدة فقط، بطريقة بسيطة لا تشعر فيها السيدة بشيء سوى كأنها تأخذ حقنة عضل عادية.
- تتم عملية التركيب (وكذلك إزالة الكبسولة) وكأنها عملية جراحية صغرى.
- تكون الآلات وأي شيء يستخدمه الطبيب معقم تعقيم جيد وكبسولة الامبلانون نفسها تكون معقمة ولا يتم فتح غلافها إلا وقت التركيب.

### متى يتم تركيب الكبسولة
أهم شيء عند تركيب كبسولة الامبلانون للسيدة هو التأكد التام أن السيدة ليست حامل . لذلك يتم تركيب كبسولة الامبلانون في أي من الأوقات التالية طبقا لحالة كل سيدة:
- خلال الأيام الخمسة الأولى من الدورة الشهرية.
- بعد الولادة إذا كانت السيدة مرضعة فيتم تركيبها في الأسبوع السادس بعد الولادة.
- بعد الولادة إذا كانت السيدة غير مرضعة فيتم تركيبها مباشرة بعد الولادة أو في أي وقت خلال الستة أسابيع الأولى بعد الولادة.
- بعد الإجهاض يتم تركيبها مباشرة خلال السبعة أيام الأولى بعد الإجهاض.
- إذا كانت السيدة تستخدم أقراص منع الحمل المركبة، يتم تركيب الكبسولة في موعد اليوم الأول لبدء الشريط الجديد.
- إذا كانت السيدة تستخدم أقراص منع الحمل أحادية الهرمون، يتم تركيب الكبسولة في أي وقت.

## كيف يتم تركيب الكبسولة
- يتم تحديد مكان تركيب الكبسولة وهو في الجانب الداخلي للذراع العلوي 6 – 8 سم فوق الكوع. ويتم اختيار الذراع الأقل استخداما للسيدة، فإذا كانت السيدة يمنى أي تستخدم أساسيا ذراعها ويدها اليمنى يتم التركيب في الذراع الأيسر، والعكس.
- يتم غسيل وتطهير الجلد جيدا عند منطقة التركيب.
- يقوم الطبيب بحقن بنج موضعي 2 مل ليدوكاين Lidocaine 1% تحت الجلد مكان تركيب الكبسولة (1) .
- يتم شد الجلد حول منطقة التركيب بواسطة أصابع الإبهام والسبابة (2) .
- يتم إدخال طرف الإبرة التي تحتوى على الكبسولة تحت الجلد بزاوية 20ْ (3) .
- يتم إدخال الإبرة التي تحتوى على الكبسولة بأكملها أفقيا (4 ، 5) .
- يتم إخراج الإبرة وترك الكبسولة تحت الجلد بطريقة معينة يعلمها الطبيب (6) .
- يتم إحساس الكبسولة تحت جلد السيدة بواسطة يد الطبيب ويجعل السيدة أيضا تمرر يدها الأخرى على جلدها الخارجي مكان الكبسولة لتشعر بها تحت الجلد.
- يتم وضع رباط ضاغط على الذراع مكان التركيب. ويزال ذلك الرباط بعد 24 ساعة.

## متى يتم إزالة (استخراج) الكبسولة
يتم إزالة الكبسولة بعد 3 سنوات حيث أن فاعليتها في منع الحمل تنتهي بعد 3 سنوات. وهذا لا يعنى أن السيدة لا يمكنها إزالة الكبسولة قبل ذلك إذا أرادت في أي وقت الإنجاب، لكن ذلك غير مفضل فقط لان الكبسولة تكلفتها المالية عالية. فمن البداية إذا كانت السيدة تريد منع الحمل لعدة شهور أو فترة أقل من 3 سنوات فيمكنها اختيار وسيلة أخرى من الوسائل المتعددة لمنع الحمل.

## كيف يتم إزالة (استخراج) الكبسولة
- يستغرق إزالة كبسولة الامبلانون من الطبيب حوالي 3 دقائق فقط.
- يتم غسيل وتطهير الجلد جيدا مكان الكبسولة.
- يقوم الطبيب بتحديد مكان الكبسولة تحت الجلد بين أصبعيه (1) .
- يستخدم 0.5- 1 مل بنج موضعي (ليدوكين Lidocaine 1%) ويحقن عند الجزء السفلى من الكبسولة مباشرة (2) .
- يتم عمل شق بسيط طولي (2 مم) (3) .
- يقوم الطبيب بإزاحة الكبسولة بيده من أعلى إلى أسفل ويتم استخراج الكبسولة بواسطة جفت طبي (4) .
- يتم وضع رباط ضاغط على الذراع مكان التركيب. ويزال ذلك الرباط بعد 24 ساعة.

## وصلات خارجية
- Nexplanon
- Implanon Official website